# ドルドレヒトのマース川
『ドルドレヒトのマース川』（ドレヒトのマースがわ、蘭: De Maas bij Dordrecht, 英: The Maas at Dordrecht）は、17世紀オランダ絵画黄金時代の画家アルベルト・カイプが1650年ごろ、キャンバス上に油彩で描いた風景画である。オランダのドルドレヒトの町を流れるマース川の船を描いている。作品は1940年にアンドリュー・メロンのコレクションから寄贈されて以来、ナショナル・ギャラリー (ワシントン) に所蔵されている。

## 作品
カイプは、イタリアを訪れて風景を描いた画家たちや、彼らの作品を通してイタリアの明るい光や色彩を取り入れた画家たちを指す「オランダの親イタリア派」の1人であった。カイプはイタリアを訪れたことはなかったが、ローマでクロード・ロランの影響を強く受けたヤン・ボトなどから光や色彩の表現を学んだ。
1646年7月に、3万人の兵士を運んだオランダの大輸送船団がドルドレヒトに集結した。八十年戦争でスペイン王家からの独立を目指して戦っていたオランダ諸州の力を誇示するもので、1648年のヴェストファーレン条約に結実することになる交渉の開始時の出来事である。これは、2週間続いた祝祭であった。カイプの魅力的な描写は、初夏の朝を生き生きとさせる見事な光の効果と、絵画の巨大なスケール感を高める劇的な雲の動きによってもたらされている。観衆が波止場を埋め尽くし、ビューグルとドラムがファンファーレを鳴らし、船の大砲が礼砲を放つ。
ドルドレヒトの色である白色と赤色のサッシュを身に着け、小さな船に立っている若い仕官は、おそらくカイプにこの英雄的な出来事を描くよう依頼した人物である。彼はまた、祝祭の進行役であるのかもしれない。陽光に照らされた、広い光景が彼を目立たせている。楔形をなす、左側で錨を下ろしている船団は若い仕官の方を向いており、何本かのロープも同様である。彼の頭部は水平線の真ん前にある。さらに彼の黒い衣服は、画面の最も薄い色の部分である、遠方の岸を覆う朝霧を背景にシルエットとなっている。若い仕官と明るい色の衣服を纏った連れは、大きな船に乗っているきちんとした身なりの紳士やドラマーを含むほかの多くの人物たちに迎えられている。
船尾に青と白の旗をつけたこの船の名を特定しようとする試みは、これまでのところ成功していない。ほかの重要な人物や到着を知らせるトランペット奏者が乗っている、もう1つの漕ぎ舟が左から近づいている。大部分の船は、出発するところであるかのように帆を掲げている。はためく旗は心地よい風が吹いていることを示唆しているものの、場面全体の印象は、非常に穏やかなものである。